# سلونی
سْلونی (به کرواتی: Slunj) شهری در کارلوواک کشور کرواسی است که جمعیت آن در سال ۲۰۱۱ میلادی ۶٬۱۰۵ نفر بوده‌است.